# Бинназ Кадын-эфенди
Бинна́з Кады́н-эфе́нди (тур. Binnaz Kadın Efendi), также Бейна́з Кады́н-эфе́нди (тур. Beynaz Kadın Efendi; умерла в мае 1823 в Стамбуле) — наложница османского султана Абдул-Хамида I с титулом кадын-эфенди. Брак с султаном оставался бездетным, а сама Бинназ пережила Абдул-Хамида I на 34 года.

## Биография
Неизвестно, откуда родом была Бинназ Кадын-эфенди, однако турецкие историки Недждет Сакаоглу и Чагатай Улучай отмечали, что в учредительных документах вакфа с крупным денежным пожертвованием от 1784 года она обозначена как «Бинназ Кадын дочь Абдуллы», что говорит о том, что она была немусульманского происхождения и в ислам перешла уже в гареме. В документах также было указано, что после смерти султана его наложницы должны были получить свободу, а их попечителем должна была стать именно Бинназ Кадын-эфенди; в случае смерти кого-то из наложниц Бинназ Кадын-эфенди должна была обеспечить их погребение и все сопутствующие церемонии из средств вакфа, в который было внесено пожертвование.
Османский историк Сюрея Мехмед-бей считал Бинназ Кадын-эфенди третьей женой Абдул-Хамида I. Сакаоглу отмечал, что в 1775 году она стала второй женой султана, о чём свидетельствует надпись на одной из двух принадлежавших ей печатей — «Вторая почтенная кадын Бинназ 1189 (1775)». Другая печать была изготовлена годом ранее — сразу после восшествия Абдул-Хамида I на престол. Улучай считал, что Бинназ Кадын-эфенди стала второй женой Абдул-Хамида I в самом начале его правления и называл неверной информацию, которую указал Сюрея. Брак оставался бездетным.
После смерти супруга Бинназ Кадын-эфенди прожила ещё 34 года и скончалась во время Рамадана в мае 1823 года в Стамбуле. Похоронена во дворе тюрбе Хамидие в Бахчекапы. Всё её имущество отошло в казну.
Йылмаз Озтуна в книге «Государства и династии» указал Бинназ Кадын-эфенди как «четвёртую жену» Мустафы III и писал, что, овдовев в  1774 году, она вышла замуж за Чайырзаде Ибрагима-агу и умерла в возрасте восьмидесяти лет.